# Robin Padilla
Robinhood Ferdinand Cariño Padilla (Daet, 23 novembre 1969) è un politico e attore filippino.
Prima di entrare in politica ha raggiunto la notorietà apparendo in numerosi film d'azione a cavallo tra gli anni novanta e duemila, principalmente in ruoli di antieroe emarginato e dal carattere ruvido e solitario. Tra le sue interpretazioni più note vi sono quelle nelle pellicole Anak ni Baby Ama (1990), Grease Gun Gang (1992), Bad Boy (1990) e Bad Boy 2 (1992).